# Université Ovidius
L'université « Ovidius » est une université publique de Constanța, Roumanie, fondée en 1990.

## Faculté de médecine
La faculté de médecine de Constanța,, 2e ville de Roumanie, est une faculté accréditée par le ministère de Bucarest.

Les diplômes délivrés sont reconnus et valables partout en Europe.

La faculté de médecine propose une offre de formation médicale et paramédicale conforme au programme LMD (Licence-Master-Doctorat).

Son CHU certifié EuroMedic est l'un des plus importants d'Europe de l'Est. L'enseignement s'y fait en langue anglaise de la 1re à la 6e année. Les étudiants francophones sont largement représentés dans cet établissement.

Le nouveau campus de la faculté de médecine, pharmacie, sciences et odontologie a été inauguré en octobre 2008.
La surface totale est de 12 000 m2 et positionne ainsi la faculté de médecine de Constanța comme la plus grande et la plus moderne des facultés de médecine d'Europe de l'Est.
Les espaces d'enseignement incluent :
- plus de 40 laboratoires et 15 salles de préparation et de travaux dirigés ;
- 3 amphithéâtres de 130 m2 chacun, avec 140 sièges chacun ;
- 5 amphithéâtres de 80 m2 chacun avec 90 sièges chacun ;
- Une bibliothèque moderne de 200 m², avec accès internet en Wi-Fi.

La faculté de médecine de Constanța est liée directement aux 4 hôpitaux universitaires de la ville, dont un grand CHU régional.
La faculté de médecine de Constanța participe aux programmes Erasmus et Socrates. Dans ce cadre, elle est partenaire des facultés de médecine suivantes :
- Faculté de médecine de Nantes, France ;
- Faculté de médecine de Lille, France ;
- Faculté de médecine de Brest, France ;
- Faculté de médecine de Montpellier, France ;
- Faculté de médecine d'Amiens, France ;
- University of Medicine of Vienna, Autriche ;
- Institute of Anatomy "Karl-Franzens" of Graz, Autriche ;
- Institute of Anatomy München, Allemagne ;
- Faculté de Médicine de Palerme, Italie ;
- University "La Sapienta", Rome, Italie ;
- Faculté de Médecine de Florence, Italie ;
- Faculté de Médecine de Cadiz, Espagne ;
- Faculté de Médecine de Lisbonne, Portugal ;
- Faculté de Médecine de Thessalonica, Grèce ;
- Faculté de Médecine de Varna, Bulgarie.

## Faculté des sciences
La faculté des sciences de l'université Ovidius propose deux masters accessibles aux étudiants étrangers, dont un en phytopharmacologie.

## Faculté de droit
La Faculté de droit de Constanța dispense l'enseignement d'un master en commun avec la faculté des sciences juridiques, politiques et sociales de l'université Lille 2 : il s'agit du master d'administration européenne : gouvernance et action publique (diplôme délivré par l'université de Lille 2 en France, en partenariat avec le master Science Politique-Action Publique de cette université).